# Breithornzwillinge
Il Breithornzwillinge (pron. ted. AFI: [bʁaɪ̯thɔɐ̯nt͡svɪlɪŋə]; alt. 4.106 m s.l.m. - detto anche Gemello del Breithorn Orientale) è una vetta del monte Breithorn. Si trova nel Gruppo del Monte Rosa lungo la linea di confine tra l'Italia (Valle d'Aosta) e la Svizzera (Canton Vallese).

## Caratteristiche

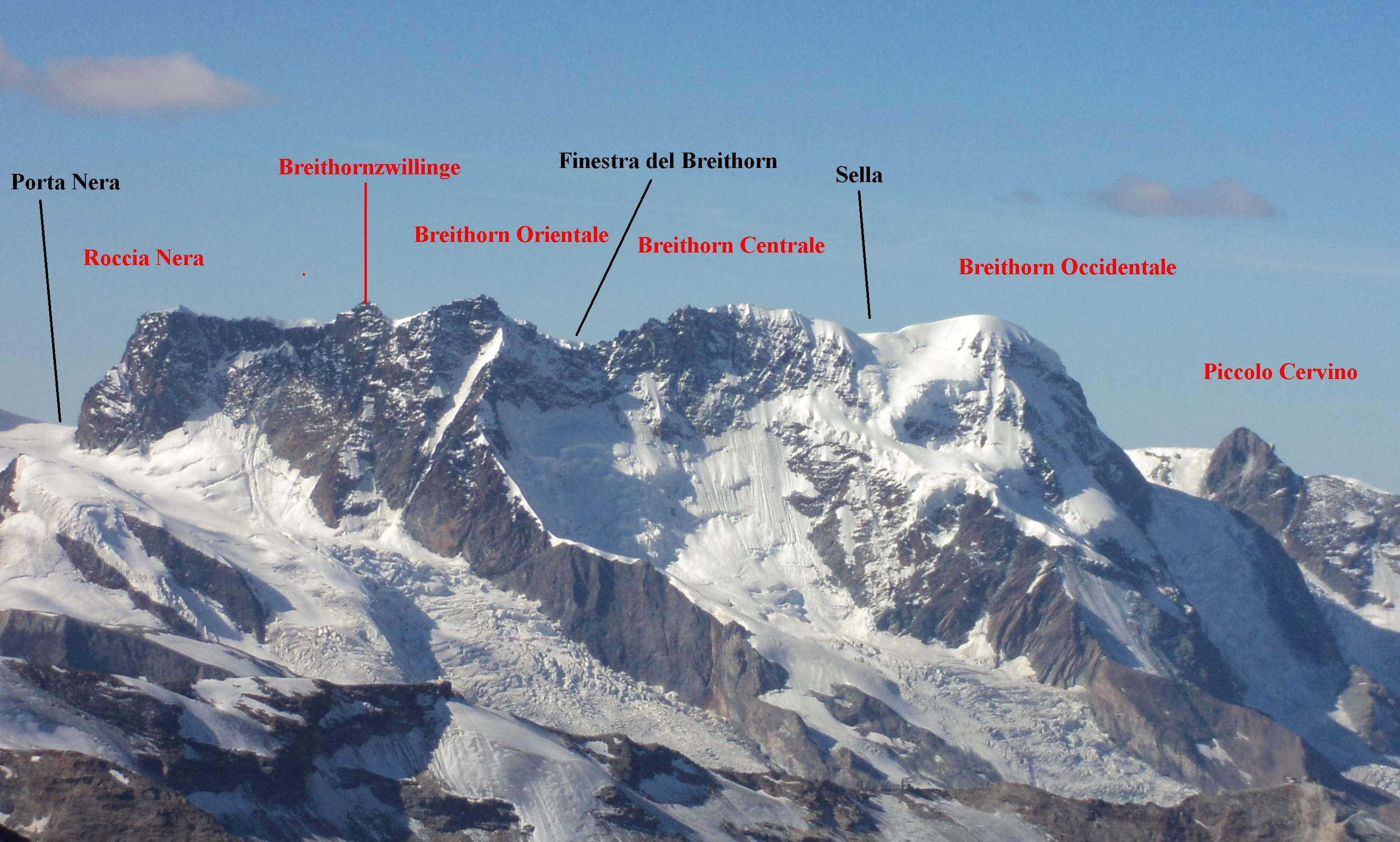
Il monte Breithorn con evidenziate le varie vette.

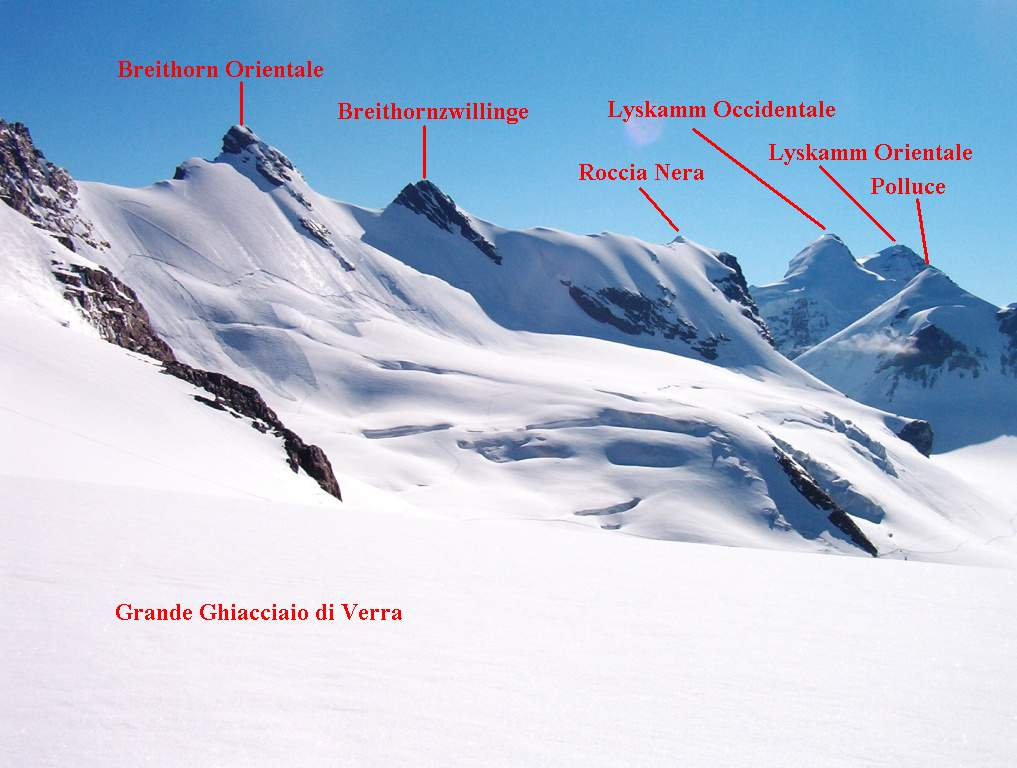
Versante italiano del Breithorn con indicate le varie vette.

Il Breithornzwillinge si trova tra il Breithorn Orientale e la Roccia Nera. È particolarmente vicino al Breithorn Orientale; da qui il nome con cui è anche chiamato.

## Salita alla vetta
La salita alla vetta presenta difficoltà alpinistiche più impegnative rispetto alla salita alle altre vette del Monte Breithorn. Si può partire dal Piccolo Cervino (dove arriva la funivia da Zermatt) e si percorre parte del Grande Ghiacciaio di Verra, andando oltre le tracce che salgono prima al Breithorn Occidentale e poi a quello Centrale. Si arriva sopra la traccia che sale dal Bivacco Rossi e Volante. Si sale poi sulla cresta tra la Roccia Nera ed il Breithornzwillinge. Infine si percorre la cresta est.
Il Breithornzwillinge può essere anche salito percorrendo l'impegnativa traversata integrale del Breithorn.